# Baby Pals
Baby Pals es un videojuego de simulación desarrollado por Crave Entertainment para Nintendo DS, habiendo sido distribuido por dicha compañía en Estados Unidos y por THQ en Europa y Australia. Llegó al mercado el 19 de noviembre de 2007 en Estados Unidos y el 7 y 13 de marzo de 2008 en Europa y Australia respectivamente.
En Baby Pals el jugador toma el papel de padre o madre en donde, tras haber adoptado un bebé, debe cuidarle, darle de comer, enseñarle, jugar con él, bañarle, acostarle como si de un bebé de verdad se tratara.